# Leucophenga sculpta
Leucophenga sculpta är en tvåvingeart som beskrevs av Chen och Masanori Joseph Toda 1994. Leucophenga sculpta ingår i släktet Leucophenga och familjen daggflugor. Inga underarter finns listade i Catalogue of Life.